# Francia építészek listája
A lista a Franciaországban született, élt vagy alkotó építészeket mutatja.
| Ábécé szerinti tartalomjegyzék                      |
| --------------------------------------------------- |
| A B C D E F G H I J K L M N O P Q R S T U V W X Y Z |

## A
- Paul Abadie (1812-1884)
- Paul Andreu (1938–2018) (wd)

## B
- Anatole de Baudot (1834-1915) (wd)
- François-Joseph Bélanger (1744-1818) (wd)
- André Bloc (1896-1966) (wd)
- Jean-Baptiste Alexandre Le Blond (1679-1719) (wd)
- Jacques-François Blondel (1705-1744)
- Joachim Bocher (18. század) (wd)
- Étienne-Louis Boullée (1728-1799) (wd)
- Gustave Bourrières (1807-1867) (wd)
- Alexandre-Théodore Brongniart (1739–1813) (wd)
- Salomon de Brosse (1571-1626) (wd)

## C
- Georges Candilis (görög 1913-1995)
- Isaac de Caus(wd) (1590-1648)
- Wilbrod Chabrol (1835-1919)
- Jean François Chalgrin (1739-1811)
- Georges Paul Chedanne(wd) (1861–1940)
- Charles-Louis Clérisseau(wd) (1721-1820)
- Victor Contamin(wd) (1840-1893)
- Le Corbusier (svájci születésű, eredeti neve: Charles Edouard Jeanneret 1887-1965)
- Théodore Cornut(wd) (1700-1750)

## D
- Gérard Desargues (1591-1661)
- Louis Jean Desprez (svédországban alkotó francia 1743-1804) (wd)
- Marcel Dourgnon (1858-1911) (wd)
- Aimé Dubrulle (1826-1884) (wd)

## E
- Gustave Eiffel (1832-1923)

## F
- Jean-Jacques Fernier(wd) (1931–2020)
- Pierre François Léonard Fontaine (1762–1853)
- Yona Friedman(wd) (magyar születésű francia (1923–2020)

## G
- Ange-Jacques Gabriel (1698-1782) (wd)
- Charles Garnier (1825-1898)
- Tony Garnier (1869-1948)
- Jacques Gondoin (1737-1818)
- Hector Guimard (1867-1942) (wd)

## H
- Jules Hardouin-Mansart (1699-1646)
- Villard de Honnecourt (13. század)

## I
- Charles Isabelle (1800–1880) (wd)
- Pierre-Michel d’Ixnard (1723–1795)

## J
- Nicolas-Henri Jardin(wd) (Dániában dolgozó francia építész 1720-1799)
- Charles-Édouard Jeanneret → Le Corbusier
- Françoise-Hélène Jourda(wd) (1955-2015)
- Frantz Jourdain(wd) (1847-1935)

## L
- Denis Laming (1949 -) (wd)
- Jean Langlois (17. század) (wd)
- Jules Lavirotte (Jules Joseph Aimé Lavirotte 1864 - 1929)
- Bertrand Lemoine (1951 -) (wd)
- Pierre Lescot (1515 - 1578)
- Paul Leseine (1863 - 1929) (wd)
- Albert Leseine (1859 - 1930) (wd)
- Charles Letrosne (1868 - 1939) (wd)
- Christian Liaigre (1943 -) (wd)
- Georges Lisch (1869 - 1960) (wd)
- Albert Louvet (1860 - 1936) (wd)
- Antti Lovag (magyar származású 1920 - 2014)
- Sainte-Anne Auguste Louzier (1848 - 1925) (wd)
- Jacques Lucan (1947-) (wd)
- André Lurçat (1894 - 1970) (wd)
- Robert de Luzarches (13. század) (wd)
- Dominique Lyon (1954 - ) (wd)

## M
- Daniel Marot (építész és bútortervező 1661–1752) (wd)
- India Mahdavi (iráni származású 1962-) (wd)
- Alexandre Maistrasse ( 1860–1951) (wd)
- Robert Mallet-Stevens (1886–1945) (wd)
- David Mangin (1949- ) (wd)
- Alexandre Marcel (1860–1928)
- François Mansart (1598–1666)
- Emmanuel Masqueray (1861–1917) (wd)
- Jean-Baptiste Mathey (1630–1696)
- Pierre-Henri Mayeux (1845–1929) (wd)
- Aaron Messiah (1858–1940) (wd)
- Charles Mewès (1858–1914) (wd)
- Nicolas Michelin (1955) (wd)
- Jacques Molinos (1743–1831) (wd)
- Pascal Morabito (1945- ) (wd)
- Charles Moreau (Jean Charles Alexandre de Moreau 1758–1840)
- René Moreau (1858–1924) (wd)
- Louis-Ernest Mougenot-Méline (1862–1929) (wd)
- Jacques Moulinier (1757–1828) (wd)

## N
- Jean Nouvel (1945-)

## O
- Jean d'Orbais (1175–1231) (wd)
- Philibert de l'Orme (1514-1570) (wd)

## P
- David-François Panay (1752-1822) (wd)
- Claude Parent (1923-2016) (wd)
- Clément Parent (1823-1884)
- Louis Parent (1854-1909) (wd)
- Léopold Payen (1830-1911) (wd)
- Georges Pencréac'h (1941-) (wd)
- Charles Percier (1764-1838)
- Marc Perelman (1953-) (wd)
- Claude Perrault (1613-1688)
- Auguste Perret (1874-1954)
- Jean Perrottet (1925-) (wd)
- Léon de Perthuis de Laillevault (1757-1818) (wd)
- Jean Péru (1650-1723) (wd)
- Henri Petit (Algériában 1856-1926) (wd)
- Pierre-Henri Picq (1833-1911) (wd)
- Pierre Debeaux (1925-2001) (wd)
- Jean-Loup Pivin (1951-) (wd)
- Joseph Pleyber (1866-1947) (wd)
- Charles Plumet(wd) (1928-)
- Emmanuel Pontremoli(wd) (1856-1965)
- Jean Prouvé(wd) (1901-1984) Perret-díjas

## R
- Robert Racca  (1932-2005) (wd)
- Maximilien Raphel (1863-1943) (wd)
- Henri Rapine (1853-1928) (wd)
- André Ravéreau (1919-2017) (wd)
- Jean-Émile Resplandy (1866-1928) (wd)
- Adolphe Augustin Rey (1864-1934) (wd)
- Charles Ribart  (18. század) (wd)
- Pierre Riboulet (1928-2003) (wd)
- Rudy Ricciotti (1952-) (wd)
- Olivier Rigaud (1947-2013) (wd)
- Jacques Ripault (1953-2015) (wd)
- Gustave Rives (1858-1926) (wd)
- Antoinette Robain (1956-) (wd)
- Jonas Robelin (16. század-1613) (wd)
- Marc Rolinet (1956-) (wd)
- Guy Rottier (1922-2013) (wd)

## S
- Louis Sainte-Marie Perrin (1835-1917) (wd)
- Henri Saladin (1851-1923) (wd)
- Serge Salat (1956-) (wd)
- Nicolas-Alexandre Salins (Nicolas Alexandre Salins de Montfort 1753-1839) (wd)
- Ernest Sanson (1836-1918) (wd)
- Charles Sarazin (1873-1950) (wd)
- René Sarger (1917-1988) (wd)
- Louis Sauvageot (1842-1908) (wd)
- Stephen Sauvestre (187-1919) (wd)
- François Scali (1951-) (wd)
- Ionel Schein (román származású 1927-2004)
- Roland Schweitzer (1925) (wd)
- Ivan Seifert (szlovén származású 1926–2008) (wd)
- François Seigneur (1942–) (wd)
- Paul Selmersheim (1840–1916) (wd)
- Pierre Selmersheim (1869–1941) (wd)
- Tony Selmersheim (1871–1971) (wd)
- David Serero (1974–) (wd)
- René Sergent (1865–1927) (wd)
- Francis Soler (1949–) (wd)
- Constant Sonneville (1849–1929) (wd)
- Jacques-Germain Soufflot (1713–1780)
- Antoine Stinco (1934-) (wd)
- Suger apát (Suger de Saint-Denis 1081-1151)
- Charles Suisse (1846–1906) (wd)
- Szivessy András (magyar származású 1899-1958)

## T
- Roger Taillibert (1926-2019) (wd)
- Jean Teillard (1854-1915) (wd)
- Louis-Michel Thibault (1750-1815) (wd)
- Jean-François Thomas de Thomon (1760-1813)
- Albert-Félix-Théophile Thomas (1847-1907) (wd)
- Gabriel Thouin (1754-1829) (wd)
- Annette Tison (1942-2013) (wd)
- Albert Tissandier (1839-1906) (wd)
- Hervé Tordjman (1975-) (wd)
- Marius Toudoire (1852-1922) (wd)
- Albert Tournaire (1862-1958) (wd)
- Guillaume Tronchet (1867-1959) (wd)

## V
- Louis Le Vau (1612-1670) (wd)
- Sébastien Le Prestre de Vauban (hadmérnök 1633-1707)
- Pierre-Alexandre Vignon (1763-1828) (wd)
- Eugène Viollet-le-Duc (1814-1879)

## X
- Iannis Xenakis (romániai görög származású 1922-2001)